# Nationale Revolution
Der Begriff Nationale Revolution beschreibt in der europäischen Rechten eine angestrebte Transformation der bürgerlich-parlamentarischen in eine autoritär-nationalistische Gesellschaftsform.

## Deutsches Reich
Einflussreich wurde der nationalrevolutionäre Ideenkreis in der Weimarer Republik. Einer der wichtigsten Vertreter war Ernst Niekisch, der den Widerstand. Zeitschrift für nationalrevolutionäre Politik herausgab.
Während der Zeit des Nationalsozialismus stand der Begriff „Regierung der Nationalen Revolution“ für die mit dem Ermächtigungsgesetz vom 25. März 1933 ausgestattete Reichsregierung Hitler.

## Frankreich

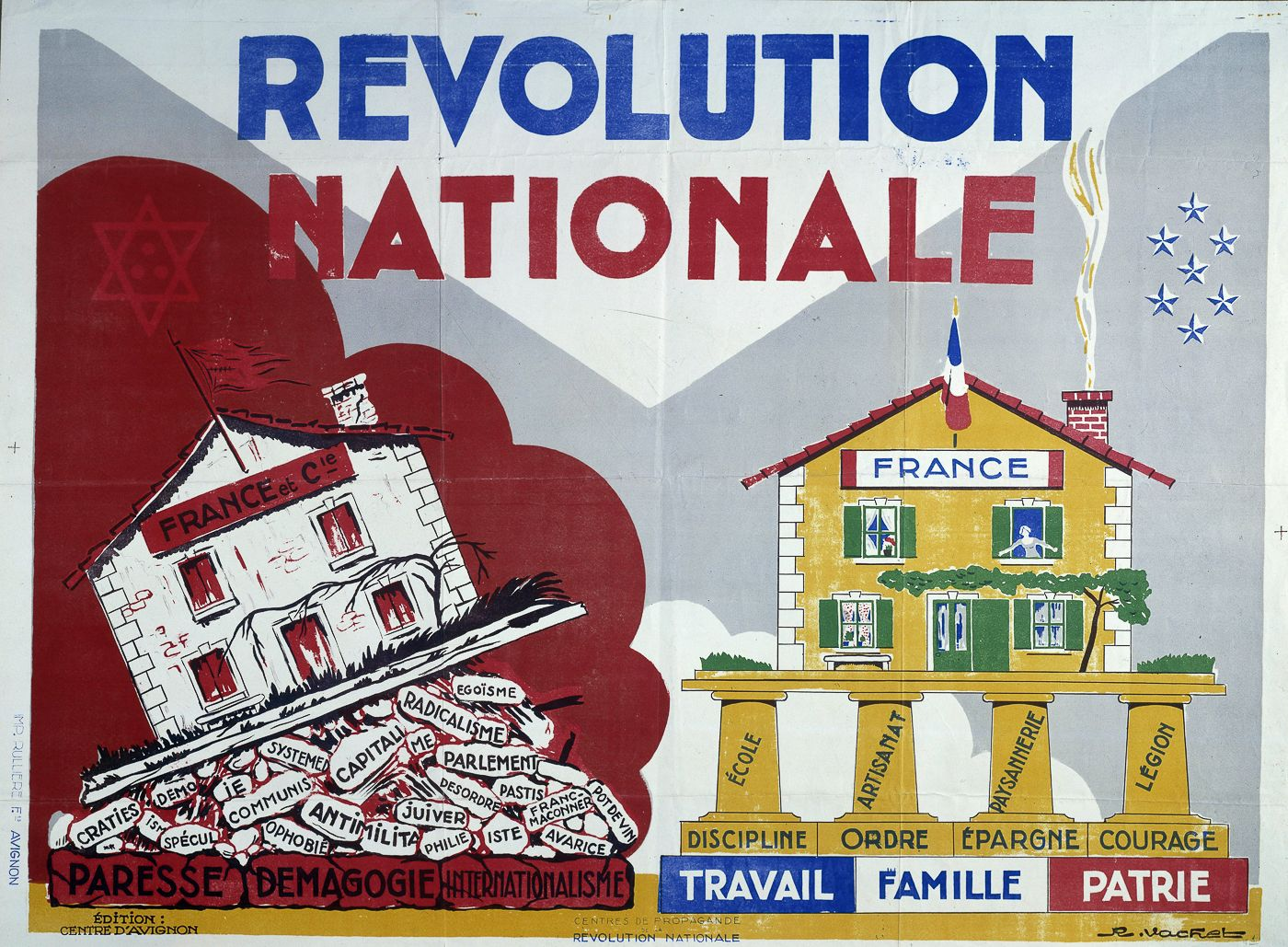
Französisches Propagandaplakat

Die offizielle Ideologie im Vichy-Regime unter der Leitung des mit dem nationalsozialistischen Deutschland kollaborierenden Marschall Pétain wurde als Révolution nationale bezeichnet. Dabei wurde die traditionelle Losung der Französischen Revolution Freiheit, Gleichheit, Brüderlichkeit (Liberté, Égalité, Fraternité) durch „Arbeit, Familie, Vaterland“ (Travail, Famille, Patrie) ersetzt.

## Nachkriegszeit
In den späten 1960er Jahren kam es in Deutschland und Frankreich, als sich parallel zur „Neuen Linken“ auch eine „Neue Rechte“ zu formieren versuchte, zu einer Renaissance nationalrevolutionärer Ideen.